# Ubuntu
|  | Per a altres significats, vegeu «Ubuntu (desambiguació)». |

Ubuntu és un sistema operatiu de codi obert. És una distribució de Linux basada en l'arquitectura de Debian. Normalment s'executa en ordinadors personals. També és popular a servidors, habitualment executant la variant Ubuntu Server, amb funcions de classe empresarial. Ubuntu funciona en les arquitectures més populars, incloses les màquines Intel, AMD i ARM. També hi ha disponible Ubuntu per a tauletes i telèfons intel·ligents, amb l'edició Ubuntu Touch.
Ubuntu és publicat per Canonical Ltd, que ofereixen serveis comercials de suport. Es basa en programari lliure i el nom de la filosofia de l'Àfrica Meridional ubuntu (literalment, "humanitat"), que suggereix Canonical Ltd., pot traduir-se lliurement com "la humanitat per als altres" o "Soc el que soc per qui som tots".
Ubuntu és el sistema operatiu més popular que s'executa en entorns allotjats, els anomenats "núvols", ja que és la distribució de Linux com a servidor més popular.
El desenvolupament d'Ubuntu està liderat per Canonical Ltd., una empresa fundada al Regne Unit per l'empresari sud-africà Mark Shuttleworth. Canonical genera ingressos a través de la venda de suport tècnic i altres serveis relacionats amb Ubuntu. El projecte Ubuntu està compromès públicament amb els principis del desenvolupament de programari de codi obert; es recomana a les persones que utilitzin programari lliure, estudiar com funciona, millorar-lo i distribuir-lo.

## Etimologia

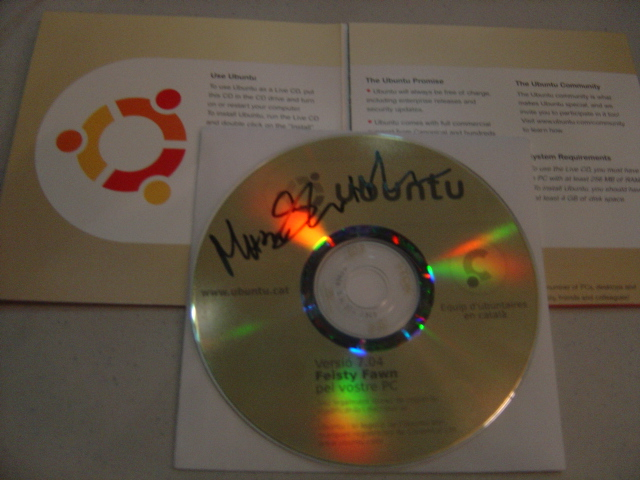
Disc amb la versió catalana de l'Ubuntu 7.04 "Feisty Fawn" signada per Mark Shuttleworth

El nom Ubuntu prové d'una paraula de les llengües zulu i xhosa i representa una ideologia ètica sud-africana centrada en la lleialtat de les persones i les relacions entre elles. L'Ubuntu és vist com un concepte africà tradicional, és considerat com un dels principis fundacionals de la nova república de Sud-àfrica i està lligat a la idea d'un Renaixement africà. Una traducció aproximada del principi de l'Ubuntu és «humanitat envers els altres». Una altra traducció podria ser: «la creença en un enllaç de compartició universal que connecta tota la humanitat».
| \| « \| Una persona amb ubuntu és oberta i està disponible per a la resta, confia en els altres, no se sent amenaçada si els altres estan bé i són capaços de fer coses, té una confiança en si mateixa que prové de saber que pertany a un tot més gran, i se sent discriminada quan la resta és humiliada o discriminada, torturada o oprimida. \| » \| | |   |
| —Arquebisbe Desmond Tutu | |   |
| « | Una persona amb ubuntu és oberta i està disponible per a la resta, confia en els altres, no se sent amenaçada si els altres estan bé i són capaços de fer coses, té una confiança en si mateixa que prové de saber que pertany a un tot més gran, i se sent discriminada quan la resta és humiliada o discriminada, torturada o oprimida. | » |

El sistema operatiu Ubuntu pretén portar l'esperit Ubuntu al món del programari.

## Història i procés de desenvolupament
Ubuntu està integrat a l'arquitectura i infraestructura de Debian, i comprèn versions del sistema operatiu del servidor Linux, d'escriptori i els discontinuats per a telèfons intel·ligents i tauletes. Ubuntu publica versions actualitzades previsiblement cada sis mesos, i cada llançament rep suport gratuït durant nou mesos (divuit mesos abans de les 13.04) amb correccions de seguretat, correccions d'errors d'alt impacte i correccions conservadores, substancialment beneficioses per a errors de baix risc. El primer llançament va ser a l'octubre de 2004.
Començant per Ubuntu 6.06, cada quart llançament, un llançament cada dos anys, rep una amb suport a llarg termini (LTS). El suport a llarg termini inclou actualitzacions de maquinari nou, pegats de seguretat i actualitzacions de la 'pila d'Ubuntu' (infraestructura de la computació al núvol). Les primeres versions LTS van ser recolzades durant tres anys a l'escriptori i cinc anys al servidor; des de l'Ubuntu 12.04 LTS, el suport d'escriptori per a llançaments LTS també va augmentar fins a cinc anys. Les versions LTS reben publicacions puntuals amb suport per a nou maquinari i la integració de totes les actualitzacions publicades en aquesta sèrie fins a la data.
Els paquets d'Ubuntu es basen en els paquets de la branca inestable de Debian. Ambdues distribucions utilitzen paquets amb format deb i eines de gestor de paquets (per exemple. APT i GNOME). Els paquets de Debian i Ubuntu no són necessàriament binaris compatibles ambdós, però; és possible que hageu de reconstruir els paquets de la font que s'utilitzarà a Ubuntu. Molts desenvolupadors d'Ubuntu també són mantenidors de paquets clau en Debian. Ubuntu col·labora amb Debian i torna a fer canvis a Debian, tot i que hi ha hagut crítiques que això no passa sovint. Ian Murdock, el fundador de Debian, havia expressat la seva preocupació pels paquets d'Ubuntu potencialment divergents massa lluny de Debian per seguir sent compatibles. Abans d'alliberar, s'importen paquets de Debian inestable contínuament i fusionat amb modificacions específiques d'Ubuntu. Un mes abans de l'alliberament, les importacions són congelades, i els empaquetadors treballen per garantir que les característiques congelades funcionin bé juntes.
Ubuntu és actualment finançat per Canonical Ltd. El 8 de juliol de 2005, Mark Shuttleworth i Canonical va anunciar la creació de la Fundació Ubuntu i va proporcionar un finançament inicial de 10 milions de dòlars. El propòsit de la fundació és garantir el suport i desenvolupament per a totes les versions futures d'Ubuntu. Mark Shuttleworth descriu l'objectiu fonamental per assegurar la continuïtat del projecte Ubuntu.
El 12 de març de 2009, Ubuntu va anunciar el suport per a desenvolupar plataformes de gestió al núvol a tercers, com els que s'utilitzen a Amazon EC2. Des d'Ubuntu 17.10, GNOME 3 és la interfície gràfica per defecte d'Ubuntu Desktop, mentre Unity continua sent el valor predeterminat en versions anteriors, incloent totes les versions actuals de LTS. No obstant això, s'ha creat una branca dirigida per a la comunitat d'Unity 8, anomenat Yunit, per continuar amb el desenvolupament d'Unity. Shuttleworth va escriure el 8 d'abril de 2017, "Invertim en Ubuntu GNOME amb la intenció d'oferir un escriptori fantàstic de tot el GNOME. Estem ajudant a l'equip de GNOME de l'Ubuntu, no creant una cosa diferent o competitiva amb aquest esforç. Tot i que sóc apassionat per les idees de disseny d'Unity, i espero que GNOME estigui més obert ara, crec que hauríem de respectar el lideratge del disseny de GNOME, oferint a GNOME la forma en què el GNOME vol que es lliuri. El nostre paper en això, com de costum, serà assegurar-se que les actualitzacions, la integració, la seguretat, el rendiment i l'experiència completa siguin fantàstiques." Shuttleworth també va esmentar que Canonical deixarà de desenvolupar-se per Ubuntu Phone, Tablet i convergència.

## Característiques
Una instal·lació predeterminada d'Ubuntu conté una àmplia gamma de programari que inclou LibreOffice, Firefox, Thunderbird, Transmission, i diversos jocs lleugers com sudoku i escacs. Molts paquets de programari addicionals són accessibles des de la versió integrada del Centre de programari de l'Ubuntu així com qualsevol altra eina basada en el gestor de paquets APT. Molts paquets de programari addicionals que ja no estan instal·lats per defecte, com ara Evolution, GIMP, Pidgin, i Synaptic, són encara accessibles als repositoris, instal·lables amb el Centre de programari de l'Ubuntu integrat; o per qualsevol altre eina basada en el gestor de paquets APT. La distribució creuada de paquets snap i flatpaks també estan disponibles.

Ubuntu opera sota la llicència GNU General Public License (GPL) i tot el programari d'aplicació instal·lat per defecte és programari lliure. A més, Ubuntu instal·la alguns controladors de maquinari que només estan disponibles en format binari, però aquests paquets estan clarament marcats en els components restringits.

## Seguretat
L'objectiu d'Ubuntu és ser segur "fora de la caixa". Per defecte, els programes de l'usuari s'executen amb privilegis baixos i no pot corrompre el sistema operatiu ni els fitxers d'altres usuaris. Per a una major seguretat, l'eina sudo s'utilitza per assignar privilegis temporals per dur a terme tasques administratives, que permeten el superusuari mantenir-se bloquejat i ajudar a evitar que els usuaris sense experiència facin sense voler canvis catastròfics del sistema o obrir forats de seguretat. Polkit també s'està implementant àmpliament a l'escriptori. La majoria dels ports de xarxa es tanquen de manera predeterminada per evitar el pirateig. Un servidor de seguretat integrat permet als usuaris finals que instal·len servidors de xarxa per controlar l'accés. Una Interfície gràfica d'usuari (GUI per tallafoc sense complicacions) està disponible per configurar. Ubuntu compila els seus paquets utilitzant les característiques de GCC tal com PIE i la protecció de desbordament de memòria intermèdia per a endurir el seu programari. Aquestes característiques addicionals augmenten considerablement la seguretat a la despesa de rendiment de l'1 % en 32-bit i 0,01 % amb 64-bit.
Ubuntu també és compatible amb el xifrat del disc complet així com el xifratge dels directoris personals i privats.

## Instal·lació

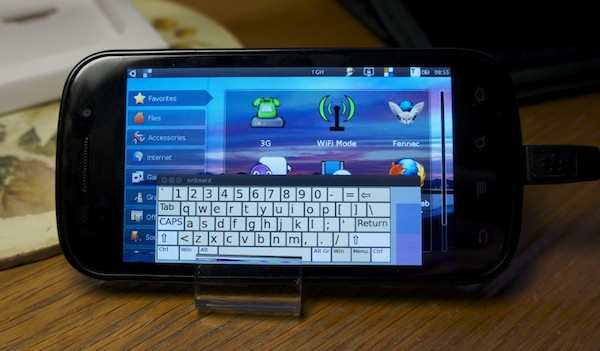
Ubuntu que s'executa a un Nexus S, un telèfon intel·ligent que funcionava amb Android abans d'Ubuntu

Els requisits del sistema varien entre els productes d'Ubuntu. Per a l'escriptori Ubuntu 22.04 LTS, una ordinador amb almenys un processador 2 GHz dual-core, 4 GB de RAM i es recomanen 25 GB d'espai lliure al disc. Per a ordinadors menys potents, hi ha altres distribucions d'Ubuntu com poden ser Lubuntu i Xubuntu. Des de la versió 12.04, Ubuntu és compatible amb l'arquitectura ARM. També hi ha disponible Ubuntu a l'arquitectura Power, i l'antiga arquitectura PowerPC estava en un punt no oficial, i ara més els processadors més recents de l'arquitectura Power (POWER8) són compatibles.
Els entorns en viu són la manera típica per als usuaris d'avaluar i instal·lar posteriorment Ubuntu. Aquests es poden descarregar com a imatge de disc (.iso) i després es cremen en un DVD i s'arrenquen, o s'executen directament a través UNetbootin des d'una unitat USB (fent, respectivament, un medi CD autònom o USB autònom). Executar Ubuntu d'aquesta manera sol ser més lent que executar-lo des d'un disc dur, però no modifica l'ordinador tret que l'usuari ho indiqui específicament. Si l'usuari opta per arrencar la imatge en lloc d'executar un instal·lador en l'arrencada, encara hi ha l'opció d'utilitzar un instal·lador anomenat Ubiquity per instal·lar Ubuntu una vegada iniciat l'entorn en viu. Les imatges de disc de totes les versions actuals i anteriors estan disponibles per descarregar al lloc web d'Ubuntu. Diversos programes de tercers com ara remastersys i Reconstructor estan disponibles per crear còpies personalitzades d'Ubuntu Live DVD (o CD). Hi ha disponibles "CD mínims" (per a ús de servidor) que s'adapten a un CD.
Addicionalment, les instal·lacions a una memòria USB es pot utilitzar per arrencar Ubuntu i Kubuntu d'una manera que permet estalviar permanentment la configuració de l'usuari i la portabilitat del sistema instal·lat per USB entre màquines físiques (no obstant això, la BIOS ha de suportar l'arrencada des d'USB). En les versions més noves d'Ubuntu, el Creador de discos d'arrencada es pot utilitzar per instal·lar Ubuntu en una unitat USB (amb un CD o DVD en viu o sense). Per crear una unitat USB amb arrencada persistent és tan senzill com arrossegar un control lliscant per determinar quant espai per reservar per persistir; per això, Ubuntu empra casper.
L'edició d'escriptori també es pot instal·lar usant la imatge d'arrencada en xarxa (a.k.a. tarball netboot) que utilitza el Debian-Installer i permet certes instal·lacions especialitzades d'Ubuntu: configurar implementacions automàtiques, actualitzar des d'instal·lacions antigues sense accés a la xarxa, particionament LVM o RAID, s'instal·la en sistemes amb menys de 256 MB de RAM (encara que els sistemes de poca memòria poden no ser capaços d'executar un entorn d'escriptori complet raonablement).

## Llançaments
| 14.04 LTS                                                                                               | Trusty Tahr     | 2014-04-17 | 2019-04    | 2024-04 | 4.4  |
| 16.04 LTS                                                                                               | Xenial Xerus    | 2016-04-21 | 2021-04-30 | 2026-04 | 4.4  |
| 18.04 LTS                                                                                               | Bionic Beaver   | 2018-04-26 | 2023-04    | 2028-04 | 4.15 |
| 20.04 LTS                                                                                               | Focal Fossa     | 2020-04-23 | 2025-04    | 2030-04 | 5.4  |
| 21.04                                                                                                   | Hirsute Hippo   | 2021-04-22 | 2022-01    | N/D     | 5.11 |
| 21.10                                                                                                   | Impish Indri    | 2021-10-14 | 2022-07    | N/D     | 5.14 |
| 22.04 LTS                                                                                               | Jammy Jellyfish | 2022-04-21 | 2027-04    | N/D     |      |
| Llegenda:Versió antigaVersió antiga, amb suportDarrera versióDarrera versió preliminarProper llançament |                 |            |            |         |      |

Cada versió d'Ubuntu té un número de versió que consisteix en l'any i el número del mes del llançament. Per exemple, el primer llançament va ser Ubuntu 4.10, ja que va ser llançat el 20 d'octubre de 2004. Els números de versió per a versions futures són provisionals; si la versió es retarda, el número de la versió canvia en conseqüència.
També es donen publicacions d'Ubuntu noms en clau al·literats, utilitzant un adjectiu i un animal (p. ex. "Xenial Xerus"). A excepció dels dos primers llançaments, els noms de codi estan ordenats alfabèticament, permetent una determinació ràpida de quina versió és més nova, almenys fins a reiniciar el cicle amb l'alliberament de Artful Aardvark a l'octubre de 2017. Comunament, els llançaments d'Ubuntu es fan servir utilitzant només la part de l'adjectiu del nom del codi; per exemple, la versió 14.04 LTS és comunament coneguda com a "Trusty".
Les estrenes tenen una durada limitada d'aproximadament un mes després de l'alliberament del GNOME (que al seu torn són aproximadament un mes després de l'alliberament de X.org). Com a resultat, cada llançament d'Ubuntu es va introduir amb una versió actualitzada de GNOME i X. Després de llançaments importants, es realitza la Cimera del desenvolupador d'Ubuntu (UDS), en què la comunitat d'Ubuntu estableix la direcció de desenvolupament del proper cicle.
Actualitzacions d'un llançament LTS a la propera versió LTS (per exemple, Ubuntu 16.04 LTS a Ubuntu 18.04 LTS), mentre que les actualitzacions no LTS, només suporten l'actualització a la propera versió, independentment del seu estat LTS (p. ex. Ubuntu 17.10 a Ubuntu 18.04 LTS).
Ubuntu 10.10 (Maverick Meerkat), va ser llançat el 10 d'octubre de 2010 (10-10-10). Això va partir de l'horari tradicional d'alliberament a final d'octubre per aconseguir "el 10 perfecte", i fa una referència lúdica als llibres de La guia de l'autoestopista Galàctic, ja que, en binari, 101010 és igual al decimal 42, la "Resposta a la qüestió final de la vida, l'univers i tot" dins de la sèrie.
Ubuntu 14.04.1 i totes les versions posteriors requereixen un mitjà d'instal·lació de 2 o més GB o superior. Les versions de servidor encara encaixen en CD.

## Classificació i suport de paquets
Ubuntu divideix la majoria del programari en quatre dominis per reflectir diferències en la llicència i el grau de suport disponible. Algunes aplicacions no compatibles reben actualitzacions de membres de la comunitat, però no de Canonical Ltd.
|                                                 | Programari lliure | Programari no lliure |
| ----------------------------------------------- | ----------------- | -------------------- |
| Dominis de programari compatibles amb Canonical | Main              | Restricted           |
| No suportat                                     | Universe          | Multiverse           |

El programari lliure inclou programari que ha complert els requisits de llicència d'Ubuntu, que corresponen aproximadament a les Pautes de programari lliure de Debian. Excepcionalment, però, inclouen microprogramari i fonts, a la categoria Main, perquè encara que no es permeti la seva modificació, la seva distribució no és suficient.
Normalment, el programari no lliure no és compatible (Multiverse), però algunes excepcions (Restricted) estan fets per a programari important no lliure. El programari no lliure compatible inclou controladors de dispositius que es poden utilitzar per executar Ubuntu en algun maquinari actual, com ara només un binari del controlador de la targeta gràfica. El nivell de suport a la categoria Restricted és més limitat que el de Main, perquè els desenvolupadors poden no tenir accés al codi font. Es pretén que Main i Restricted contingui tot el programari necessari per a un entorn d'escriptori complet. Els programes alternatius per a les mateixes tasques i programes per a aplicacions especialitzades es col·loquen a les categories Universe i Multiverse.
A més de l'anterior, en què el programari no rep noves funcions després d'un llançament inicial, Ubuntu Backports és un repositori reconegut oficialment per a Backporting programari més nou de versions posteriors d'Ubuntu. El repositori no és complet; consisteix principalment en paquets sol·licitats per l'usuari, que s'aproven si compleixen les pautes de qualitat. Backports no rep cap mena de suport de Canonical, i és totalment mantingut per la comunitat.
El repositori de -updates proporciona actualitzacions de llançaments estables (SRU) d'Ubuntu i, generalment, s'instal·len mitjançant update-manager. Cada versió es dona pròpia del repositori -updates (p. ex. intrepid-updates). El repositori compta amb el suport de Canonical Ltd. per als paquets main i restricted, i per la comunitat per a paquets en universe i multiverse. Totes les actualitzacions del repositori han de complir certs requisits i passar pel repositori -proposed abans d'estar disponible per al públic. Les actualitzacions estan programades per estar disponibles fins al final de la vida per a l'alliberament.
A més del repositori -updates, el repositori inestable -proposed conté carregues que s'han de confirmar abans de copiar-les a -updates. Totes les actualitzacions han de passar per aquest procés per garantir que el parche realment solucioni l'error i no hi ha cap risc de regressió. Les actualitzacions en -proposed són confirmades per Canonical o per membres de la comunitat.
El repositori associat de Canonical permet als proveïdors de programari propietari lliurar els seus productes als usuaris d'Ubuntu sense cap cost a través de les mateixes eines familiars per instal·lar i actualitzar programari. El repositori de programari associat està oficialment suportat amb seguretat i altres actualitzacions importants pels seus venedors respectius. Canonical suporta l'embalatge del programari per a Ubuntu i proporciona orientació als venedors. El repositori associat està desactivat de manera predeterminada i l'usuari pot activar-ho. Alguns productes populars distribuïts a través del repositori associat a data de 28 d'abril de 2013 són Adobe Flash Player, Adobe Reader, Skype i Wine també es poden instal·lar per executar el programari de Windows si l'usuari vol.

### Package Archives
Un Personal Package Archive (PPA) és un repositori de programari per carregar paquets font per ser construït i publicat com un repositori Advanced Packaging Tool (APT) de Launchpad. Tot i que el terme s'utilitza exclusivament en Ubuntu, Canonical preveu una adopció més enllà de la comunitat d'Ubuntu.

### Programari de tercers
Ubuntu té un sistema de certificació per a programari de tercers. Alguns programes de tercers que no limiten la distribució s'inclouen en el component multiverse d'Ubuntu. El paquet ubuntu-restricted-extras a més, conté programari que es pot restringir legalment, inclòs el suport MP3 i reproducció de DVD, Microsoft TrueType core fonts, Oracle Java runtime environment, el connector d'Adobe Flash Player, molts còdecs d'àudio/vídeo comuns, i unrar, un arxiu no arxivador de fitxers comprimit amb un format de fitxer RAR.
A més, les suites d'aplicacions de tercers estan disponibles per a la seva compra a través d'Ubuntu Software, incloent molts jocs com ara Braid i Oil Rush, programari per a reproducció de DVD i còdecs multimèdia. Hi ha més jocs disponibles a través de Steam.

## Grups d'usuaris (LoCos)
En un esforç per arribar a usuaris menys tècnics i per fomentar un sentit de comunitat al voltant de la distribució, les comunitats locals, més coneguts com a "LoCos", s'han establert a tot el món. Originalment, cada país tenia un equip de LoCo. Tanmateix, en algunes àrees, especialment als Estats Units i Canadà, cada estat o província pot establir un equip. Un consell LoCo aprova equips basats en els seus esforços per ajudar en el desenvolupament o la promoció d'Ubuntu.
ubuntu.cat la Comunitat d'usuaris d'Ubuntu en català, també anomenat LoCo Team català (LOcal COmmunity Team en anglès o Equip de la Comunitat Local en català), on aplega els usuaris de llengua catalana d'Ubuntu en totes les seues varietats. El seu àmbit d'actuació és principalment els Països Catalans, amb membres i voluntaris pràcticament d'arreu de la geografia.

## Variants

Arbre genealògic de Ubuntu

La variant oficialment recomanada per a la majoria d'usuaris, i que oficialment rep el suport de Canonical, és Ubuntu Desktop (anomenat oficialment com Ubuntu Desktop Edition, i simplement anomenat Ubuntu), dissenyat per a ordinadors portàtils i d'escriptori. Des d'Ubuntu 17.10, s'utilitza GNOME Shell com a entorn d'escriptori predeterminat. Des d'Ubuntu 11.04 fins a Ubuntu 17.04, la interfície d'escriptori per defecte era Unity, i abans d'Ubuntu 11.04, GNOME 2. Una sèrie d'altres variants es distingeixen simplement per cada un dels entorns d'escriptori:
- Ubuntu GNOME (amb l'entorn d'escriptori GNOME, discontinuat des d'Ubuntu 17.04),
- Ubuntu MATE (amb l'entorn d'escriptori MATE),
- Ubuntu Budgie (amb l'entorn d'escriptori Budgie),
- Lubuntu amb LXDE,
- Kubuntu amb KDE, i,
- Xubuntu (amb Xfce).

LXDE i Xfce de vegades es recomana utilitzar-lo amb equips antics que poden tenir menys memòria i potència de processament disponible.
A més d'Ubuntu Desktop, hi ha diverses altres edicions oficials d'Ubuntu. Aquestes reben el suport total de Canonical, els seus socis i la comunitat. Incloïen el següent:
- Ubuntu in organisations, va ser un llançament destinat a usuaris empresarials que venien amb programari empresarial especial incloent Adobe Flash, Canonical Landscape, OpenJDK 6 i VMware View, mentre elimina aplicacions de xarxes socials i d'intercanvi de fitxers, jocs i eines de desenvolupament o administració de sistemes.[100] L'objectiu de Ubuntu in organisations no és de copiar altres distribucions orientades a empreses, com ara Red Hat Enterprise Linux, però per fer-ho, segons el blog de Mark Shuttleworth, "és més fàcil per als usuaris institucionals avaluar Ubuntu Desktop per a les seves necessitats específiques".[101][102]
- Ubuntu Core,[103] una versió minúscula i transaccional d'Ubuntu sense interfície gràfica per als dispositius IoT i SoC. Aquest permet executar paquets d'aplicacions Linux, coneguts com a snaps, que es poden actualitzar remotament.[104]
- Ubuntu TV, etiquetada com a "TV per a éssers humans" de Canonical Ltd., es va presentar al Consumer Electronics Show 2012 per l'executiu de màrqueting de Canonical John D. Bernard.[105] Creat per a televisions intel·ligents, Ubuntu TV volia proporcionar accés als serveis populars d'Internet i reproduir continguts als dispositius mòbils que executen Android, iOS i Ubuntu.[106] El repositori a Launchpad.net del codi d'Ubuntu TV no havia mostrat cap activitat de desenvolupament real des de desembre de 2011.[107]

Hi ha més distribucions (o derivats) basats en les edicions oficials d'Ubuntu. Aquests instal·len un conjunt predeterminat de paquets que difereixen de les distribucions oficials d'Ubuntu.
Les variants reconegudes per Canonical contribueixen significativament cap al projecte Ubuntu (però no són compatibles comercialment) són les següents:
- Ubuntu Studio, una distribució realitzada per a l'edició d'àudio i vídeo professional, ve amb programari d'edició gratuïta d'última generació.

Altres distribucions basades en Ubuntu són:
- Agnula: Orientada per a treballar amb música.
- gNewSense: Versió d'Ubuntu amb tan sols programari lliure. La Free Software Foundation dona suport a aquesta distribució.
- Guadalinex: Promoguda per la Junta d'Andalusia.
- Linkat: Distribució del Departament d'Ensenyament de la Generalitat de Catalunya, anteriorment basada en OpenSuse (variant de Suse).
- Linux Mint: Ubuntu amb paquets multimèdia privatius.
- Lliurex: Distribució de la Conselleria de Cultura de la Generalitat Valenciana anteriorment basada en Debian.
- Molinux: Promoguda per Castella-la Manxa.
- Mepis: Distribució creada per Warren Woodford (a partir de la versió 6.06 fins a la 6.10).

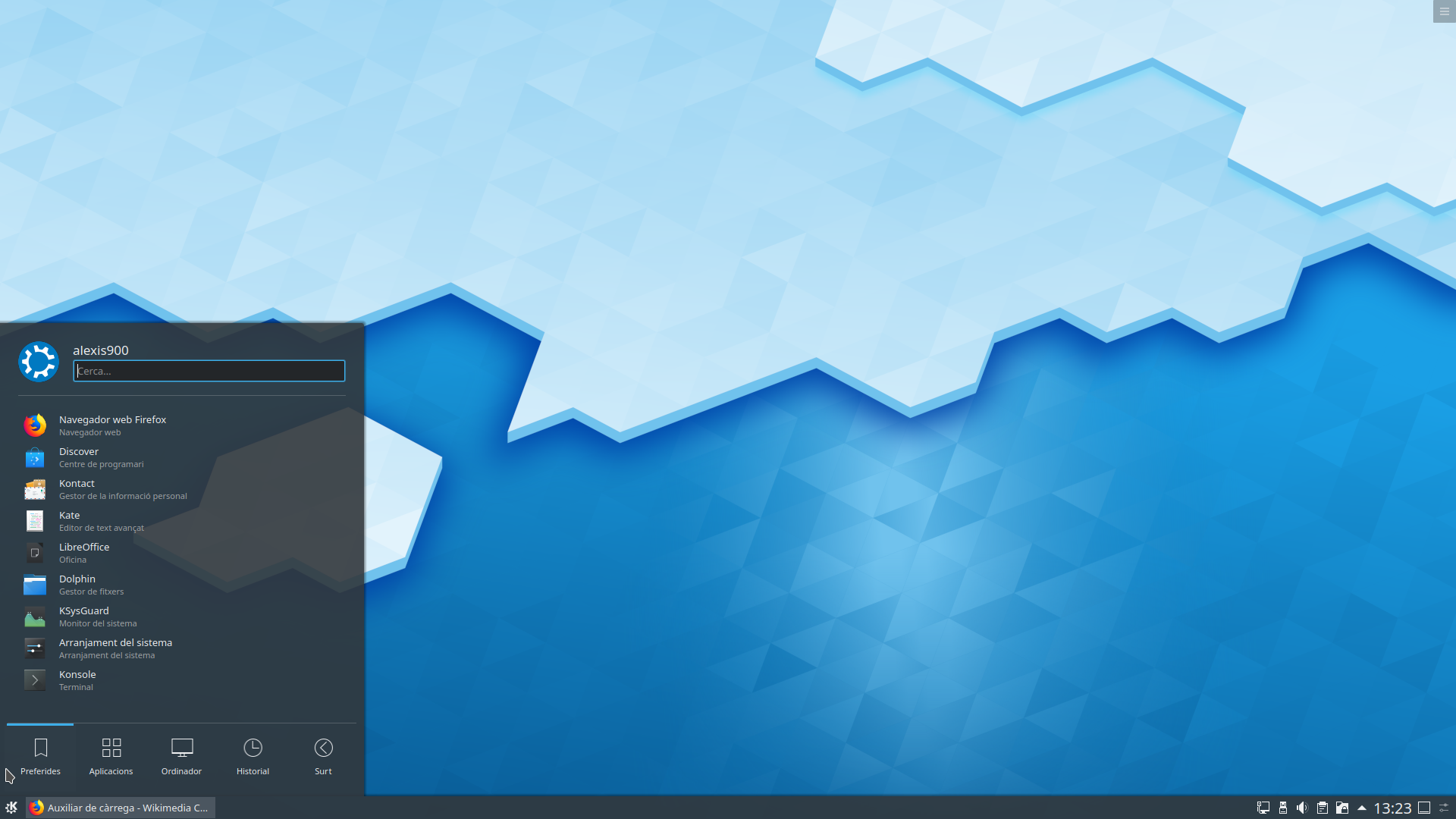
Eoan Ermine (19.10), Kubuntu és una variant compatible amb la comunitat de la distribució Ubuntu que utilitza el KDE Plasma.

Hi ha moltes més variants, creades i mantingudes per individus i organitzacions fora de Canonical, i són projectes autogestionats que funcionen més o menys estretament amb la comunitat d'Ubuntu.

### Derivat xinès Ubuntu Kylin
Des d'Ubuntu 10.10, es va anomenar una versió en xinès d'Ubuntu Desktop "Ubuntu Chinese Edition" (després Ubuntu Kylin), s'havia publicat al costat de les altres edicions, fins a les 12.04. No obstant això, el 2013, Canonical va arribar a un acord amb el Ministeri d'Indústria i Tecnologia de la Informació per fer d'Ubuntu la nova base del sistema operatiu Kylin (que havia usat FreeBSD) començant per Raring Ringtail (versió 13.04). La primera versió d'Ubuntu Kylin va ser llançada el 25 d'abril de 2013.

### Ubuntu Server

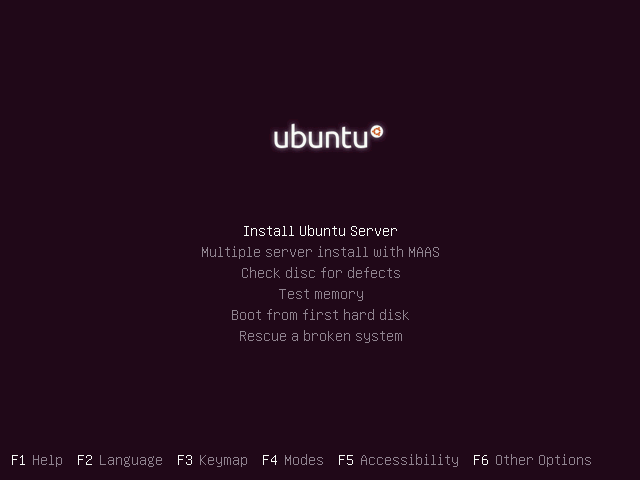
Una captura de pantalla del menú d'inici de la instal·lació d'Ubuntu 12.04 LTS Server

Ubuntu té una edició per a servidors que utilitza els mateixos repositoris APT com Ubuntu Desktop Edition. Les diferències entre ells són l'absència d'un entorn de finestres X en una instal·lació predeterminada de l'edició del servidor (encara que es pot instal·lar fàcilment, incloent Unity, GNOME, KDE o Xfce) i algunes modificacions del procés d'instal·lació. L'edició del servidor utilitza un mode de pantalla, interfície basada en caràcters per a la instal·lació, en comptes d'un procés gràfic d'instal·lació. Això permet la instal·lació en màquines amb una interfície sèrie o "terminal muda" sense suport gràfic.
Des de la versió 10.10, l'edició del servidor (com la versió d'escriptori) és compatible amb virtualització de maquinari i es pot executar en una màquina virtual, ja sigui dins d'un sistema operatiu host o en un hipervisor, tal com VMware ESXi, Oracle, Citrix Xen Server, Microsoft Hyper-V, QEMU, una màquina virtual basada en nucli, o qualsevol altre emulador o virtualitzador de IBM PC compatible. Ubuntu 7.10 i més endavant activa el mòdul de seguretat AppArmor per al nucli de Linux per defecte en paquets de programari clau, i el tallafocs s'amplia als serveis comuns utilitzats pel sistema operatiu.
- Té requisits mínims de: 512 MB RAM, 1 GHz CPU, i 1 GB d'espai en disc (1.75 GB per a instal·lar totes les funcions).[111]
- Funciona en totes les principals arquitectures –  x86, x86-64, ARM7, ARM64,[112] POWER8 i mainframes IBM Z a partir de Linux on z Systems.[113] SPARC ja no és compatible comercialment.
- Suporta ZFS, un sistema de fitxers amb capacitats instantànies, des d'Ubuntu 16.04 LTS.[114][115][116]
- Té LXD, un hipervisor per gestionar LXC en contenidors de Linux .
- Inclou el primer llançament de producció de DPDK per a xarxes de nucli de velocitat de línia.
- Utilitza el nucli de Linux 4.4 i el gerent de serveis systemd.
- Està certificat com a convidat a AWS, Microsoft Azure, Joyent, IBM i HP Cloud.[113]

Compta amb versions actualitzades del programari de servidor principal preinstal·lat, incloent: Tomcat (v8), PostgreSQL (v9.5), Docker v (1.10), Titelles (v3.8.5), Qemu (v2.5), Libvirt (v1.3.1), LXC (v2.0) i MySQL (v5.6).

### Ubuntu Touch
Ubuntu Touch és, per ara, una versió no oficial d'Ubuntu desenvolupada per a telèfons intel·ligents i tauletes que va ser anunciada per Canonical el 2 de gener de 2013. Ubuntu Touch va ser llançat a fabricació el 16 de setembre de 2014. El primer dispositiu que podia executar-lo era el Galaxy Nexus. El gener del 2013 es va publicar un concepte per a un telèfon intel·ligent que tenia Ubuntu per a telèfons en el canal oficial de YouTube d'Ubuntu. La plataforma permet desenvolupar una aplicació amb dues interfícies: una UI de telèfon intel·ligent i, quan s'adhereix, una UI de sobretaula; es va mostrar una versió de demostració per als telèfons intel·ligents d'Ubuntu de major gamma que podien executar un escriptori complet d'Ubuntu quan es connectés a un monitor i teclat que havia de ser enviat com a Ubuntu per a Android. Ubuntu per a tauletes va obtenir una vista prèvia el 19 de febrer del 2013. Segons el video de presentació, un telèfon d'Ubuntu podrà connectar-se a una tauleta, que després utilitzarà una interfície de la tauleta; connectar un teclat i un ratolí a la tauleta transformarà el telèfon en un escriptori; i connectar un monitor de televisió al telèfon mostrarà la interfície de Ubuntu TV.
El 6 de febrer de 2015 es va anunciar el primer telèfon intel·ligent que tenia Ubuntu Touch preinstal·lat. Les característiques del BQ Aquaris E4.5 Ubuntu Edition són una pantalla 4.5-polzada (110 mm) qHD, un processador quad-core a 1.3 GHz ARM Cortex-A7, i 1 GB de RAM. Actualment té un preu de 169,90 €, mentre que l'edició d'Ubuntu E5 HD de 5 polzades està disponible per 199,90 €.
Mark Shuttleworth, conseller delegat de Canonical, va anunciar el 5 d'abril de 2017 que Ubuntu Touch ja no seria desenvolupat per Canonical Ltd. El projecte va ser recollit per la comunitat UBports.

### Computació al núvol

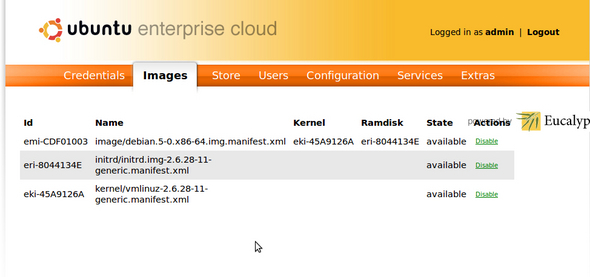
Interfície d'Eucalyptus

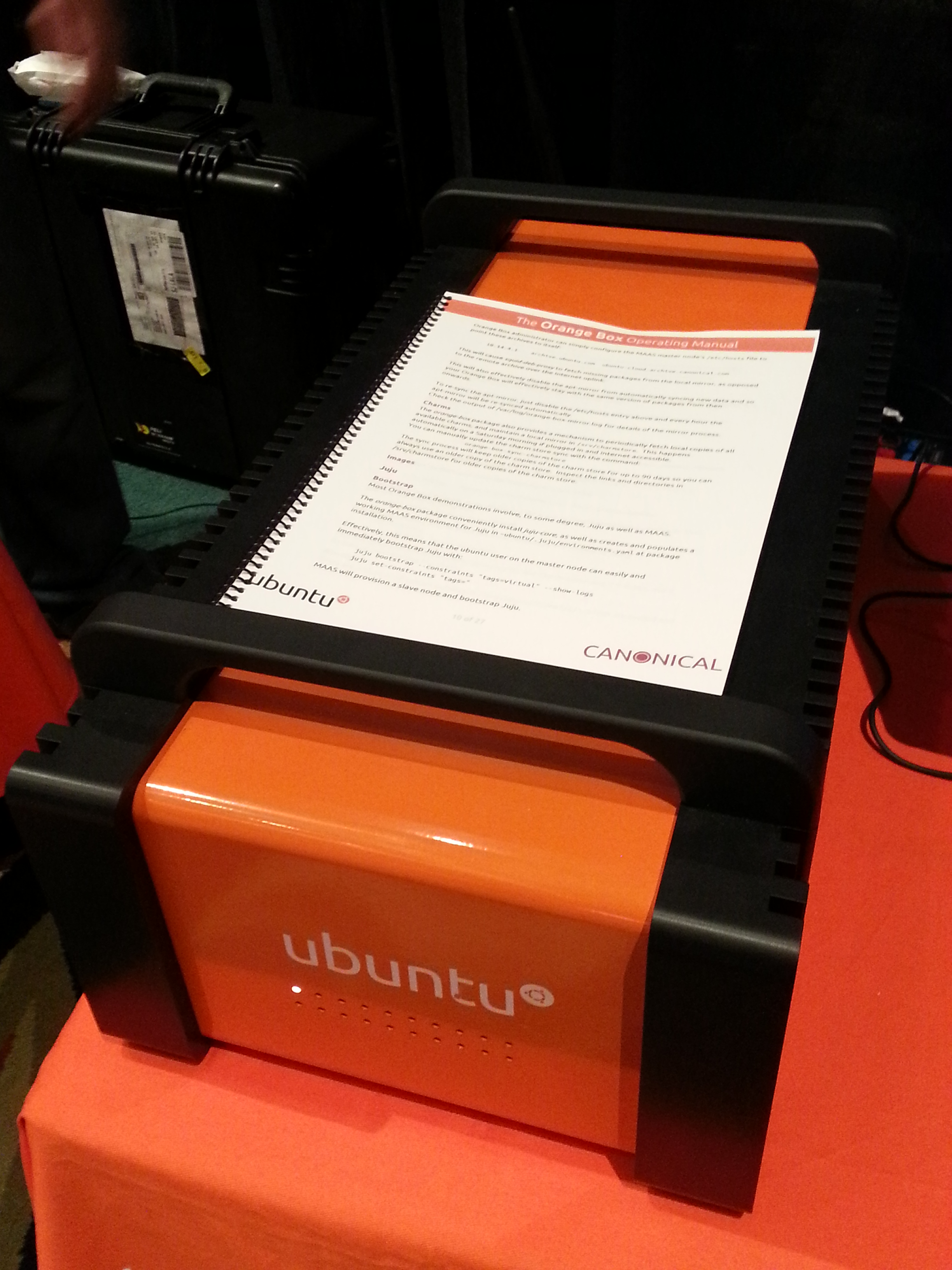
Caixa Ubuntu Cloud Tronja

Ubuntu ofereix imatges d'Ubuntu Cloud que són imatges de disc preinstal·lades que l'enginyeria d'Ubuntu personalitza per executar-se en plataformes de núvol, com ara Amazon EC2, OpenStack, Microsoft Windows i LXC. També predomina Ubuntu a plataformes VPS tal com DigitalOcean.
Ubuntu 11.04 va afegir suport per a OpenStack, amb Eucalyptus a eines de migració OpenStack afegides per Canonical en Ubuntu Server 11.10. Ubuntu 11.10 va afegir un enfocament a OpenStack com el preferit d'Ubuntu IaaS que ofereix encara que Eucalyptus també és compatible. Un altre focus principal és Canonical Juju per proveir, implementar, allotjar, gestionar i orquestrar serveis d'infraestructura de centre de dades empresarials, per, amb i per al Servidor Ubuntu.

## Adopció i recepció

### Base instal·lada
Com que Ubuntu es distribueix lliurement i no hi ha cap procés de registre, l'ús d'Ubuntu només es pot estimar aproximadament. L'any 2015, la pàgina d'Insights d'Ubuntu de Canonical va declarar que "Ubuntu ara compta amb més de 40 milions d'usuaris d'escriptori i comptant".
Les enquestes de tecnologia web W3Techs van estimar al setembre de 2016 que:
- Ubuntu és la distribució Linux més popular per córrer servidors web on, utilitzada pel 34,1% de "tots els llocs web" que analitzen.[133] Les distribucions de Linux s'utilitzen una mica més que Microsoft Windows per als llocs web basats en els números de W3Techs, i només Ubuntu i Debian (que es basen en Ubuntu, amb el mateix gestor de paquets i, per tant, administrades de la mateixa manera) representen el 65% de totes les distribucions de Linux per a l'ús de la web; l'ús d'Ubuntu superava Debian (per a tal ús de servidor), al maig de 2016.
- Ubuntu és la distribució més popular de Linux entre els primers 1000 llocs i guanya uns 500 dels primers 10 milions de llocs web per dia.[134]
- Ubuntu és utilitzat pel 12.4% de tots els llocs web analitzats, que creixen des de menys del 7% a l'octubre de 2012.[135]

W3Techs analitza només 10 milions de llocs web. Considera Linux com una subcategoria de Unix i va estimar en el mateix mes que el 66,7% dels llocs web analitzats utilitzen Unix, sota aquesta definició àmplia.
Segons TheCloudMarket.com, Ubuntu té almenys el 57% de les imatges escanejades a Amazon EC2 (i Windows al 7,8%).
La informació de la fundació Wikimedia (basat en agent d'usuari) per al setembre de 2013 es mostra que Ubuntu va generar la majoria de sol·licituds de pàgines als llocs de Wikimedia, inclosa la Viquipèdia, entre les distribucions de Linux reconegudes.

### Desplegaments a gran escala
El sector públic també ha adoptat Ubuntu. El 2009, el Ministeri d'Educació i Ciència de Macedònia del Nord ha desplegat més de 180.000 ordinadors d'escriptori a les aules basats en Ubuntu, i ha animat a tots els estudiants del país a utilitzar estacions de treball informàtiques basades en Ubuntu; el sistema escolar espanyol té 195.000 ordinadors d'escriptori amb Ubuntu. La policia francesa ja havia començat a utilitzar programari de codi obert al 2005 substituint Microsoft Office per OpenOffice.org, van decidir passar a Ubuntu des de Windows XP després del llançament de Windows Vista al 2006. El març de 2009, la Gendarmerie Nationale ja havia canviat 5000 estacions de treball a Ubuntu. Sobre la base de l'èxit d'aquesta transició, planejava canviar 15.000 més cap abans la fi de l'any i haver canviat les 90.000 estacions de treball abans de 2015 (Projecte GendBuntu). El tinent coronel Guimard va anunciar que el trasllat va ser molt fàcil i va permetre estalviar un 70% en el pressupost informàtic sense haver de reduir les seves capacitats. El 2011, l'Ubuntu 10.04 va ser aprovat pel sistema de justícia d'India. El Govern de Kerala va adoptar l'Ubuntu per als legisladors de Kerala i les escoles governamentals de Kerala van començar a utilitzar Ubuntu 10.04 personalitzades que conté programari especialment creat per a estudiants amb el IT@School Project. Anteriorment, Windows es va utilitzar a les escoles. Els llibres de text també es van renovar amb un programa d'Ubuntu i actualment s'utilitzen a les escoles.
La ciutat de Múnic, Alemanya, ha fet una branca de Kubuntu 10.04 LTS i a creat LiMux per a ús als ordinadors de la ciutat. Després de començar a migrar 12.000 ordinadors d'escriptori a LiMux, es va anunciar el desembre de 2013 que el projecte s'havia completat amb èxit amb la migració de 14.800 dels 15.500 equips d'escriptori, però tot i així manté uns 5000 clients de Windows per a aplicacions no comercialitzades. Al febrer de 2017 la ciutat va decidir avaluar la migració de nou a Windows. Alguns motius declarats van faltar compatibilitat, mala acceptació de l'usuari i complexitat. El març de 2012, el govern d'Islàndia va llançar un projecte per aconseguir que totes les institucions públiques utilitzin programari lliure i de codi obert. Ja, diverses agències i escoles governamentals han adoptat Ubuntu. El govern va citar l'estalvi de costos com un factor important per a la decisió, i també va afirmar que el programari de codi obert evita venedor lock-in. Es va llançar un projecte de 12 mesos per migrar les institucions públiques més grans d'Islàndia per utilitzar programari de codi obert i ajudar a facilitar la migració per als altres. El president dels Estats Units Barack Obama amb èxit de la campanya per a la seva reelecció el 2012 va utilitzar Ubuntu en el seu departament de TI. L'agost de 2014, la ciutat de Torí, Itàlia, va anunciar la seva migració des de Windows XP a Ubuntu per als 8.300 ordinadors d'escriptori utilitzats pel municipi, convertint-se en la primera ciutat d'Itàlia en adoptar Ubuntu.

### Recepció crítica
Ubuntu va rebre el Premi Reader a la millor distribució de Linux a la LinuxWorld Conference and Expo 2005 a Londres, va rebre crítiques favorables en publicacions en línia i impreses, i ha guanyat el premi InfoWorld 2007 Bossie per a Millor sistema operatiu de codi obert. A principis de 2008, PC World va nomenar Ubuntu a la "millor distribució de Linux disponible avui", tot i que va criticar la manca d'un gestor d'efectes d'escriptori integrat. Chris DiBona, el director del programa de programari de codi obert de Google, va dir: "Crec que Ubuntu ha capturat la imaginació de la gent al voltant de l'escriptori de Linux" i "Si hi ha una esperança per a l'escriptori de Linux, serien ells". A data de gener del 2009, gairebé la meitat dels 20.000 empleats de Google van utilitzar Goobuntu, una versió propietària i lleugerament modificada d'Ubuntu. In 2012, ZDNet reported that Ubuntu was still Google's desktop of choice. El març de 2016, Matt Hartley va escollir una llista de les millors distribucions de Linux per a Datamation; va triar Ubuntu com a número u.
El 2008, Jamie Hyneman, co-amfitrió de la sèrie de televisió nord-americana MythBusters, va defensar Linux (donant exemple d'Ubuntu) com a solució bloqueig de programari. Altres usuaris famosos d'Ubuntu inclouen l'escriptor de ciència-ficció Cory Doctorow i l'actor Stephen Fry. El gener de 2014, l'autoritat del Regne Unit per a la seguretat informàtica, CESG, ha informat que Ubuntu 12.04 LTS va ser "l'únic sistema operatiu que passa fins a 9 de cada 12 requisits sense cap risc significatiu".
Ubuntu 14.04 va millorat la durada de la bateria, però encara hi ha altres sistemes operatius en la mètrica de la durada de la bateria.

### Controvèrsia d'Amazon
Una de les noves característiques d'Unity a Ubuntu 12.10 va ser el resultat de la compra de lents-Amazon que es mostra en el tauler d'Unity. Es va qualificar alternativament com la "controvèrsia d'Amazon", "fiasco de privadesa" i "programari espia".
A partir d'octubre de 2012, va enviar les consultes de l'usuari a través d'una connexió HTTPS segura des de l'objectiu de la llar a productearch.ubuntu.com, que llavors va enquestar a Amazon.com per trobar productes rellevants; Amazon llavors va enviar imatges del producte directament a l'ordinador de l'usuari a través d'HTTP. Si l'usuari fa clic en un d'aquests resultats i després va comprar alguna cosa, Canonical obté una petita fracció de la venda.
L'any 2012, molts crítics ho van criticar: ja que la lent de casa és el mitjà normal per buscar contingut a la màquina local, els crítics es van preocupar per la divulgació de consultes destinades a ser locals, creant un problema de privadesa. Com que la característica està activa de manera predeterminada en lloc d'activar-la, molts usuaris podrien ignorar-la.
Alguns usuaris opten per apagar-lo o treure la funció mitjançant un pegat. Un article d'abril de 2014 de Scott Gilbertson va declarar que els components de la cerca en línia d'Ubuntu podrien desactivar-se amb un parell de clics a la versió 14.04.
Per aquesta raó es va incloure Marc Shuttleworth en els Big Brother Award 2013 d'Àustria.
Des d'Ubuntu 16.04, la configuració està desactivada de manera predeterminada.
L'entorn d'escriptori Unity va ser descatalogat a Ubuntu 17.10.

#### Conformitat amb la legislació europea de protecció de dades
Poc després d'introduir-se, van sorgir dubtes sobre la conformitat de la lent de compra amb la Directiva de Protecció de Dades europea. Una petició va ser signada més tard per més de 50 usuaris d'Ubuntu i lliurats a Canonical exigint diverses modificacions a la característica per marcar-la clarament dins de la legislació europea. Canonical no va respondre.
El 2013, es va presentar una reclamació formal sobre la lent de compra Information Commissioner Office (ICO), l'oficina de privadesa de dades del Regne Unit. Gairebé un any després, l'ICO es va pronunciar a favor de Canonical, tenint en compte les diverses millores introduïdes al llarg de la funció per fer-ho conforme amb la Directiva de Protecció de Dades. Segons les normes europees, aquesta sentència és automàticament efectiva en la totalitat de la Unió Europea. No obstant això, la decisió també va deixar clar que en el moment de la presentació, la característica no era legal, entre altres coses, ja que faltava una declaració de política de privadesa.

## Ubuntu Certified Professional

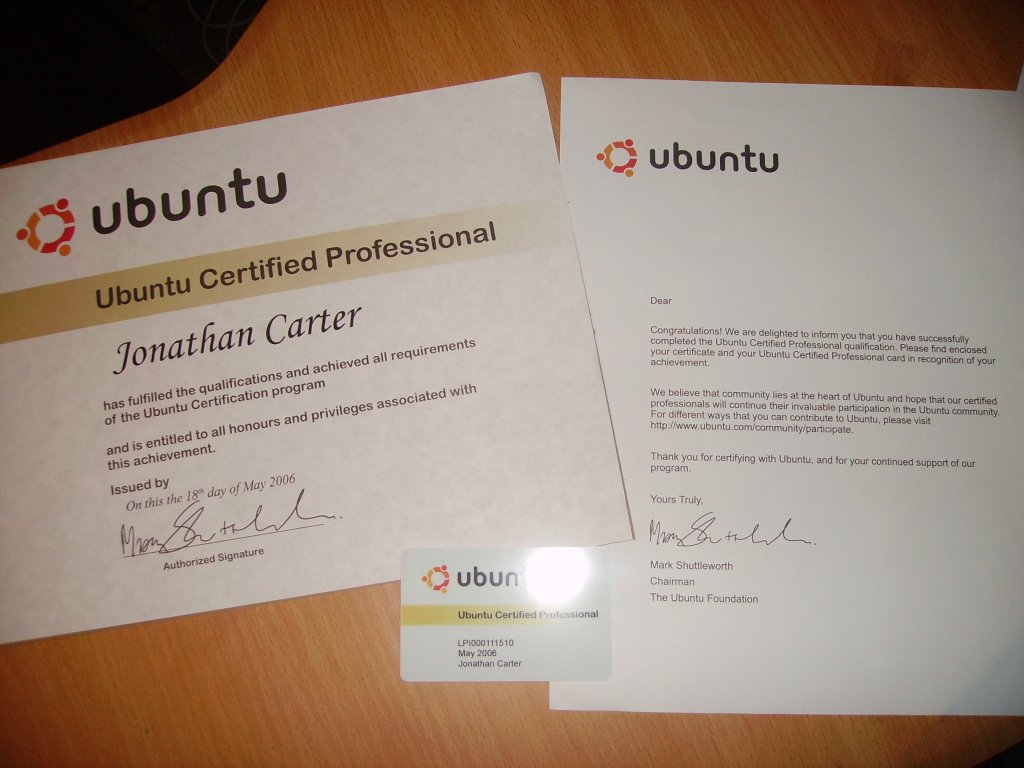
Ubuntu Certified Professional

Ubuntu Certified Professional (UCP) fou un certificat de coneixement del sistema operatiu Ubuntu, administrat per LPI, es basà en el nivell 1 del certificat LPI, creat per un acord signat el maig de 2006 entre Canonical Ltd i LPI. El seu codi LPI era 117-199.
Les proves del certificat mesuraven la capacitació de l'alumne en: 
- Instal·lació i configuració de sistemes Ubuntu
- Realitzar tasques d'administració de rutina: arrencar i apagar el sistema, administrar comptes d'usuari i sistemes d'arxius, i mantenir la seguretat del sistema
- Serveis de connexió de xarxes
- Treballar de forma productiva en la línia d'ordres de Linux

Aquesta certificació es va suspendre a l'octubre de 2010.

## Suport per a proveïdors de maquinari
Ubuntu treballa estretament amb els fabricants d'equips originals per fer que Ubuntu estigui disponible en una àmplia gamma de dispositius. Una sèrie de venedors ofereixen ordinadors amb Ubuntu preinstal·lats, inclosos Dell, Hasee, Sharp Corporation, i Cirrus7. Concretament, Dell ofereix l'ordinador portàtil XPS 13, edició per a desenvolupadors amb Ubuntu preinstal·lada. Junts, Dell, Lenovo, HP, i ASUS ofereixen més de 200 ordinadors d'escriptori i prop de 500 ordinadors portàtils precarregats amb Ubuntu. També hi ha disponibles imatges OEM certificades per als clients d'Ubuntu Advantage. System76, WeWi i Tesco. Les PC de System76 es venen exclusivament amb Ubuntu. Els clients de Dell i System76 poden triar entre els plans de suport d'Ubuntu de 30 dies, tres mesos i anuals a través de Canonical. Els ordinadors Dell (amb Ubuntu 10.04) inclouen compatibilitat addicional per a les targetes gràfiques d'ATI/AMD, Dell Wireless, signatures digitals, HDMI, Bluetooth, reproducció de DVD (utilitzant LinDVD), i MP3/WMA/WMV. Asus també està venent alguns Eee PCs amb Ubuntu preinstal·lat i va anunciar "molts més" models amb Ubuntu per al 2011. Vodafone ha posat a la seva disposició un portàtil per al mercat sud-africà anomenat "Webbook".Dell ven ordinadors (inicialment portàtils Inspiron 14R i 15R) carregats amb Ubuntu a l'Índia i la Xina, amb 850 i 350 punts de venda respectivament. A partir de 2013, Alienware va començar a oferir el seu model d'escriptori de jocs X51 preinstal·lat amb Ubuntu a un preu més baix que si estigués preinstal·lat amb Windows.
Mentre que Linux ja funciona en el sistema principal d'IBM (Linux on z Systems), IBM en col·laboració amb Canonical (i SUSE; "La Fundació Linux formarà un nou projecte Open Mainframe") va anunciar el suport per a Ubuntu de z/Architecture (IBM afirma el seu últim sistema, IBM zEnterprise System, la versió z13 és a l'ordinador més potent del món; és la computadora més gran per comptador de transistors) per primera vegada, en el moment de la seva "major caiguda de codi" ("LinuxOne") en la història de Linux.
A principis de 2015, Intel va llançar l'Intel Compute Stick, un petit ordinador, que de forma predeterminada està disponible amb els sistemes operatius d'Ubuntu o Windows.

## Subsistema de Windows
El març de 2016, Microsoft va anunciar que donaria suport a Ubuntu un espai d'usuari a la part superior del nucli de Windows 10 implementant trucades del sistema Linux com un subsistema. El focus es troba a eines de línia d'ordres com Bash i, per tant, està dirigit principalment als desenvolupadors.